# Aquaslash
Aquaslash es una película de terror canadiense de 2019 dirigida por Renaud Gauthier, quien también coescribió la película con Philip Kalin. Está protagonizada por Nicolas Fontaine, Brittany Drisdelle, Madelline Harvey, Lanisa Dawn, Paul Zinno, Nick Walker y Chip Chuipka. La película está ambientada en un parque acuático, donde un asesino apunta a un grupo de recién graduados de la escuela secundaria que compiten por un premio en efectivo para el equipo más rápido en deslizarse por los toboganes de agua del parque.

## Trama
Una noche en el parque acuático Wet Valley, dos adolescentes son asesinados por un agresor que empuña un machete mientras mantenían relaciones sexuales.
Algún tiempo después, la promoción de 2018 de Valley Hills High visita el parque acuático, propiedad y supervisado por Paul Wilkinson, para una celebración de su graduación que dura un fin de semana. Entre los presentes se encuentran Josh, miembro de una banda llamada The Blades; Los compañeros de banda de Josh, Chad y Slim; Priscila, la esposa de Pablo; Alice, una graduada con la que Paul engaña a Priscilla; Tommy, uno de los empleados del parque; Conrad, un anciano limpiador de piscinas; y Kimberly, que es la novia de Tommy y exnovia de Josh. Circulan rumores entre los estudiantes acerca de que Priscilla supuestamente elige a un graduado para tener relaciones sexuales cada año.
Dos graduados borrachos se tiran por uno de los toboganes del parque, y resultan heridos al impactar uno con una botella de vidrio que sostenía el otro. Se van en una ambulancia y Paul le ordena a Conrad que limpie la piscina sin vaciarla. Esa noche, Priscilla se reúne con el padre de Josh, un desarrollador inmobiliario llamado Michael, en un restaurante para cenar. Josh y Kimberly tienen relaciones sexuales en las duchas y otro graduado llamado Phil los graba en secreto en video. Más tarde, los Blades interpretan una canción en el parque. Durante su actuación, el vídeo de Josh y Kimberly teniendo sexo se envía a los otros graduados, incluido Tommy, quien golpea a Josh y es despedido del parque.
Poco después, Michael le dice a Josh que está negociando la propiedad del parque con Paul. En otra parte, un individuo invisible instala un par de grandes palas de metal, dispuestas en forma de "X", en uno de los toboganes de agua del parque. Al día siguiente, Michael recibe un disparo mortal de un atacante invisible y un niño descubre un reproductor de música portátil en una zona arenosa del parque. Más tarde ese día, comienza una competencia anual: equipos de tres miembros deben correr por uno de los tres toboganes, y el equipo que llegue más rápido al grupo de abajo gana un premio en efectivo. A Tommy le preocupa que uno de los toboganes se derrumbe, pero sus preocupaciones son ignoradas.
El primer grupo de equipos baja cada uno de los toboganes. Alice y otros dos graduados bajan por el tobogán que contiene las cuchillas y son cortados en pedazos. Tommy, mientras intenta advertir a sus compañeros graduados que no se bajen por los toboganes, es empujado por el tobogán armado; queda atrapado contra las cuchillas y los cuerpos atrapados en ellas. La piscina de abajo comienza a llenarse de sangre y extremidades del tobogán armado, lo que provoca que los espectadores entren en pánico. Paul y Priscilla, inconscientes del peligro, continúan enviando equipos por los toboganes y, finalmente, deciden deslizarse ellos mismos. Josh intenta, sin éxito, salvar a Paul de deslizarse hacia las cuchillas. Josh y Conrad suben a la cima del tobogán para tratar de evitar que otras personas se deslicen por el tobogán, pero son empujados por el tobogán.
Después de la masacre, Josh sobreviviente se reúne con un abogado, quien le informa que Michael le dejó su propiedad y le pide que autorice el reemplazo del parque acuático Wet Valley por un complejo comercial. Luego se revela que el individuo que instaló las palas en el tobogán y mató a Michael fue Priscilla, quien, 35 años antes, vio morir a su padre en el parque acuático.
En una escena de mitad de créditos, el niño con el reproductor de música portátil emerge en el charco ensangrentado.

## Elenco
- Nicolas Fontaine como Josh
- Brittany Drisdelle como Priscilla
- Nick Walker como Paul
- Madelline Harvey como Alice
- Paul Zinno como Tommy
- Chip Chuipka como Conrad
- HoJo Rose como Michael Randall
- Ryan Ali como Slim
- Cameron Geller como Chad
- Lanisa Dawn como Kimberley
- Ivan D. Ossa como Big Phil
- Samantha Hodhod como Cindy
- Jeremy Lavigne como Brad
- Suzanna Lenir como Mrs. Danforth
- Owen Bruemmer como Jimmy
- Xavier Sotelo como Lawyer

## Producción
Aquaslash se filmó en el parque acuático Super Aqua Club en Pointe-Calumet, Quebec, Canadá.

## Estreno
Aquaslash tuvo su estreno mundial en el Fantasia Film Festival de 2019 el 29 de julio de 2019.
La película fue distribuida por Red Hound Films y estrenada en autocines y en video on demand el 23 de junio de 2020.

## Recepción
Cody Hamman de Arrow in the Head le dio a Aquaslash una puntuación de siete sobre diez, escribiendo: "Una vez que la gente comienza a bajar por el tobogán en el que se encuentran esas espadas, Aquaslash ofrece una secuencia de derramamiento de sangre. y locura que dura varios minutos, y esa secuencia le valió a la película una recomendación". Josh Millican de Dread Central calificó la película como un "retro slasher irreverente y retro de Canadá. Único en su construcción hacia una secuencia singularmente impactante", Aquaslash es mucho más emocionante que el típico viaje al parque acuático".
Rob Hunter de Film School Rejects le dio a "Aquaslash" una crítica negativa, criticando su historia y sus personajes y calificándolo de "un fallo apenas observable [...] pero todavía encuentra algunas risas involuntarias en sus serias tonterías".